# Polnisches Kammerorchester
Das Polnische Kammerorchester (polnisch Polska Orkiestra Kameralna; kurz: POK) ist ein Kammerorchester in Warschau, aus dem 1984 die Sinfonia Varsovia entstand. Seit 2002 existiert wieder ein Ensemble unter diesem Namen.

## Geschichte
Das Polnische Kammerorchester ging 1972 aus dem Musikensemble der Warschauer Kammeroper hervor und trat ein Jahr später unter diesem Namen auf. Von Anfang an wurde es vom Dirigenten Jerzy Maksymiuk geleitet. Das aus 24-köpfige Orchester trat seit 1978 trat auch im Ausland auf. Es wurde bekannter und arbeitete mit berühmten Dirigenten (wie Charles Dutoit, Mstislaw Rostropowitsch) und Solisten zusammen. Im April 1984 kam Yehudi Menuhin zum Kammerorchester und wirkte dort seitdem als ständiger Gastdirigent. 1984 wurde das Ensemble zu einem vierzigköpfigen Sinfonieorchester erweitert, der Sinfonia Varsovia.
Das Kammerorchester wurde 2002 unter der Leitung von Nigel Kennedy wiederbelebt. Seit 2008 operiert als Sinfonia Varsovia und tritt ohne festen Dirigenten auf.

## Dirigenten
- Jerzy Maksymiuk (1972–1983)
- Nigel Kennedy (2002–2008)